# Faiza Bejaoui
Pour les articles homonymes, voir Bejaoui.
Faiza Bejaoui, née le 23 août 1982, est une lutteuse tunisienne. 

## Carrière
Elle est médaillée d'argent dans la catégorie des moins de 44 kg aux championnats d'Afrique 1996 ainsi que dans la catégorie des moins de 51 kg aux Jeux africains de 1999. Médaillée d'or des moins de 51 kg aux championnats d'Afrique 2000 et des moins de 46 kg aux championnats d'Afrique 2001, Faiza Bejaoui obtient la médaille d'argent des moins de 59 kg aux championnats d'Afrique 2002 puis l'or en moins de 55 kg aux championnats d'Afrique 2003 ainsi qu'aux Jeux africains de 2003 et aux championnats d'Afrique 2004. Sa dernière médaille continentale est obtenue aux championnats d'Afrique 2005 avec une deuxième place dans la catégorie des moins de 63 kg.